# Communauté de communes Les Vallons de la Tour
Die Communauté de communes les Vallons de la Tour ist ein ehemaliger französischer Gemeindeverband mit Rechtsform einer Communauté de communes im Département Isère, dessen Verwaltungssitz sich in dem Ort La Tour-du-Pin, der Unterpräfektur des Arrondissements La Tour-du-Pin, befand. Der Ende 2000 gegründete Gemeindeverband bestand aus zehn Gemeinden auf einer Fläche von 97,8 km2.

## Aufgaben
Zu den vorgeschriebenen Kompetenzen gehörten die Entwicklung und Förderung wirtschaftlicher Aktivitäten und des Tourismus sowie die Raumplanung auf Basis eines übergeordneten Rahmenplans (Schéma de Cohérence Territoriale Nord-Isère). Der Gemeindeverband betrieb die Straßenmeisterei, die Wasserversorgung, Abwasserentsorgung sowie die Müllabfuhr und -entsorgung. Außerdem war er in gemeindeübergreifenden Sport- und Kulturangelegenheiten aktiv.

## Historische Entwicklung
Mit Wirkung vom 1. Januar 2017 fusionierte der Gemeindeverband mit  
- Communauté de communes Les Vallons du Guiers,
- Communauté de communes de la Vallée de l’Hien und
- Communauté de communes Bourbre-Tisserands

und bildete so die Nachfolgeorganisation Communauté de communes Les Vals du Dauphiné.

## Ehemalige Mitgliedsgemeinden
Folgende zehn Gemeinden gehörten der Communauté de communes les Vallons de la Tour an:
| Gemeinde                | Einwohner 1. Januar 2022 | Fläche km² | Dichte Einw./km² | Code INSEE | Postleitzahl |
| ----------------------- | ------------------------ | ---------- | ---------------- | ---------- | ------------ |
| Cessieu                 | 3.257                    | 14,3       | 228              | 38064      | 38110        |
| Dolomieu                | 3.188                    | 13,3       | 240              | 38148      | 38110        |
| Faverges-de-la-Tour     | 1.482                    | 7,7        | 192              | 38162      | 38110        |
| La Chapelle-de-la-Tour  | 1.936                    | 9,0        | 215              | 38076      | 38110        |
| La Tour-du-Pin          | 8.123                    | 4,8        | 1.692            | 38509      | 38110        |
| Le Passage              | 972                      | 6,7        | 145              | 38296      | 38490        |
| Rochetoirin             | 1.102                    | 10,6       | 104              | 38341      | 38110        |
| Saint-Clair-de-la-Tour  | 3.526                    | 9,2        | 383              | 38377      | 38110        |
| Saint-Didier-de-la-Tour | 2.125                    | 14,6       | 146              | 38381      | 38110        |
| Saint-Jean-de-Soudain   | 1.698                    | 7,5        | 226              | 38401      | 38110        |